# Lliga de futbol de Saarland
El Saarland fou un territori incorporat a França després de la Primera Guerra Mundial. Després de la Segona Guerra Mundial fou estat independent, abans d'incorporar-se definitivament a Alemanya. Fou membre de la FIFA entre 1947 i 1956 i disputà partits internacionals oficials entre 1950 i 1956. Creà la seva pròpia lliga de futbol (Ehrenliga Saar). La temporada 1951/52, la lliga del Saarland fou incorporada definitivament a l'estructura de la lliga alemanya de futbol.

## Historial
- 1948-49:  VfB Neunkirchen
- 1949-50:  Sportfreunde Saarbrücken
- 1950-51:  1. FC Saarbrücken II

## Internationaler Saarland Pokal
Degut a la poca competitivitat d'aquesta competició, el seu club més potent, el 1. FC Saarbrücken decidí participar en la lliga francesa de futbol de segona divisió la temporada 1948/49. La següent temporada no se li permeté de participar en el campionat francès i creà la seva pròpia competició, la Internationaler Saarland Pokal, de caràcter amistós. Finalment, la temporada 1951/52 s'incorporà a la lliga alemanya, com la resta de clubs de la regió.
- 1949/50: 1.FC Saarbrücken 4-0 Stade Rennais UC
- 1950/51: torneig abandonat